# Leucania dasycnema
Leucania dasycnema är en fjärilsart som beskrevs av Turner 1912. Leucania dasycnema ingår i släktet Leucania och familjen nattflyn. Inga underarter finns listade i Catalogue of Life.